# Nestelbach bei Graz
Nestelbach bei Graz è un comune austriaco di 2 667 abitanti nel distretto di Graz-Umgebung, in Stiria. Il 1º gennaio 2015 ha inglobato i precedenti comuni di Edelsgrub e Langegg bei Graz.